# Alexandra Bridge Provincial Park
Der Alexandra Bridge Provincial Park ist ein nur 55 Hektar großer Provincial Park im Süden der kanadischen Provinz British Columbia. Der Park liegt am Trans-Canada Highway (Highway 1), etwa 40 Kilometer nördlich von Hope im Fraser Valley Regional District. An dieser Stelle überquert der Highway den Fraser River.
Obwohl der Name etwas anderes vermuten lässt, liegt die Alexandra Bridge nicht im Park.

## Anlage
Der Park liegt zu einem Teil auf einem schmalen Landstreifen zwischen dem Trans-Canada Highway und dem Fraser River. Dabei wird dieser Parkteil noch von einer Eisenbahnstrecke der Canadian National Railway durchschnitten. Auf der anderen Seite des Highway setzt sich der Park dann fort.
Bei dem Park handelt es sich um ein Schutzgebiet der Kategorie III (Naturdenkmal).

## Geschichte
Der Park wurde im Jahr 1984 eingerichtet und hat seinen Namen von der gleichnamigen Brücke. Namensgeber für die Brücke war Alexandra von Dänemark, die Ehefrau des späteren Königs Eduard VII.
Der Park liegt im traditionellen Jagd- und Siedlungsgebiet der Nlaka’pamux und der Stó:lō. Vermutlich besiedelten diese das Gebiet bereits vor etwa 9000 Jahren. Die First Nations nutzen das Gebiet auch heute noch zur Fischerei im Fraser River.

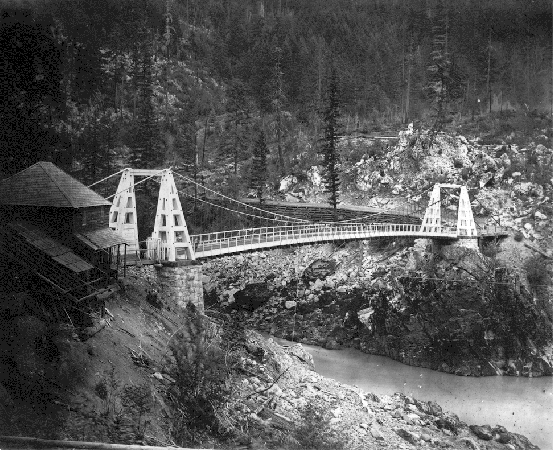
Die Alexandra Bridge von 1868

Die heutige Alexandra Bridge ist nicht die erste Brücke an dieser Stelle über den Fraser River. Die erste von Europäern erbaute Brücke stammt von Joseph William Trutch aus dem Jahre 1863. Bis zu diesem Zeitpunkt mussten die Reisenden auf der Cariboo Road (auch Cariboo Wagon Road oder Great North Road genannt) den Fraser River hier mit einem Boot überqueren. Obwohl die Brücke im staatlichen Auftrag erbaut wurde, durfte Joseph Trutch als Bezahlung eine Brückenmaut erheben. Diese erste Holzbrücke hatte jedoch nur bis zum Jahr 1894 Bestand. Dann wurde sie bei einer Flut zerstört und im Jahr 1912 vollständig abgerissen.
Bis zum Aufbau einer neuen Brücke vergingen weitere Jahre. Erst in den 1920er Jahren wurde damit begonnen und die Fertigstellung erfolgte 1926. Diese Stahlbrücke wurde dann bis zum Neubau der Autobahnbrücke im Jahr 1964 zwei Kilometer weiter südlich am Fraser River genutzt. Die alte Brücke steht heute am nördlichen Ende des Parks. Hier findet sich auch noch ein kurzes Wegstück der alten Cariboo Road.

## Aktivitäten
Der Hauptteil der Besucher sind Reisende auf dem Trans-Canada Highway. Die einzige Attraktion des Parks stellt die alte Alexandra Bridge da.
Bei dem Park handelt es sich um einen sogenannten Day-Use-Park, das heißt, er hat keine Stellplätze für Wohnmobile und Zelte, er verfügt aber über eine einfache Sanitäranlage.

## Benachbarte Parks
Entlang dem Highway 1 sind in Richtung Norden zuerst der Nahatlatch Provincial Park und dann der Skihist Provincial Park die nächsten Parks. In Richtung Süden ist der nächste Park der Emory Creek Provincial Park.